# Półpens (moneta)
Półpens – brytyjska moneta wprowadzonego w 1971 roku systemu dziesiętnego.
Awers monety przedstawia wizerunek królowej Elżbiety II autorstwa Arnolda Machina, rewers - koronę św. Edwarda. Na awersie znajduje się również data, a na rewersie - nominał.
Istnieją dwa typy monet półpensowych. Pierwszy z nich posiada nominał oznaczony jako new penny ½ (emisje z lat 1971–1981), drugi - half penny ½ (emisje z lat 1982–1984).
W latach 1972 i 1984 monety o tym nominale zostały wybite w stosunkowo niewielkiej ilości jedynie celem umieszczenia w zestawach rocznikowych.
Bicie monet półpensowych zakończono w lutym 1984, a w grudniu tego samego roku zostały one wycofane z obiegu wskutek inflacji i wysokich kosztów produkcji.